# Anolis pumilus
Espèce
Anolis pumilus est une espèce de sauriens de la famille des Dactyloidae. 

## Répartition
Cette espèce est endémique de Cuba.

## Publication originale
- Garrido, 1988 : Nueva especies para la ciencia de Anolis (Lacertilia: Iguanidae) de Cuba perteneciente al complejo argiliaceus. Doñana, Acta Vertebrata, vol. 15, p. 45-57.